# Farouk Miya
Farouk Miya (Bulo, 26 novembre 1997) è un calciatore ugandese centrocampista svincolato della nazionale ugandese.

## Carriera

### Club
Ha giocato nel campionato dell'Uganda fino al gennaio del 2016, quando è passato ai belgi dello Standard Liegi.

### Nazionale
Ha esordito in nazionale nel 2014.

## Statistiche

### Cronologia presenze e reti in nazionale
Aggiornato al 2 giugno 2023
| Cronologia completa delle presenze e delle reti in nazionale ― Uganda | Cronologia completa delle presenze e delle reti in nazionale ― Uganda | Cronologia completa delle presenze e delle reti in nazionale ― Uganda | Cronologia completa delle presenze e delle reti in nazionale ― Uganda | Cronologia completa delle presenze e delle reti in nazionale ― Uganda | Cronologia completa delle presenze e delle reti in nazionale ― Uganda | Cronologia completa delle presenze e delle reti in nazionale ― Uganda | Cronologia completa delle presenze e delle reti in nazionale ― Uganda |
| Data                                                                  | Città                                                                 | In casa                                                               | Risultato                                                             | Ospiti                                                                | Competizione                                                          | Reti                                                                  | Note                                                                  |
| --------------------------------------------------------------------- | --------------------------------------------------------------------- | --------------------------------------------------------------------- | --------------------------------------------------------------------- | --------------------------------------------------------------------- | --------------------------------------------------------------------- | --------------------------------------------------------------------- | --------------------------------------------------------------------- |
| 18-7-2014                                                             | Kampala                                                               | Uganda                                                                | 2 – 0                                                                 | Mauritania                                                            | Qual. Coppa d'Africa 2015                                             | -                                                                     |                                                                       |
| 3-8-2014                                                              | Nouakchott                                                            | Mauritania                                                            | 0 – 1                                                                 | Uganda                                                                | Qual. Coppa d'Africa 2015                                             | -                                                                     | 74’                                                                   |
| 2-9-2014                                                              | Niamey                                                                | Irlanda del Nord                                                      | 2 – 0                                                                 | Uganda                                                                | Amichevole                                                            | -                                                                     | 45’                                                                   |
| 6-9-2014                                                              | Kumasi                                                                | Ghana                                                                 | 1 – 1                                                                 | Uganda                                                                | Qual. Coppa d'Africa 2015                                             | -                                                                     | 90’                                                                   |
| 9-11-2014                                                             | Kampala                                                               | Uganda                                                                | 3 – 0                                                                 | Etiopia                                                               | Amichevole                                                            | 1                                                                     | 65’                                                                   |
| 15-11-2014                                                            | Kampala                                                               | Uganda                                                                | 1 – 0                                                                 | Ghana                                                                 | Qual. Coppa d'Africa 2015                                             | -                                                                     |                                                                       |
| 19-11-2014                                                            | Casablanca                                                            | Guinea                                                                | 2 – 0                                                                 | Uganda                                                                | Qual. Coppa d'Africa 2015                                             | -                                                                     | 55’                                                                   |
| 25-3-2015                                                             | Uyo                                                                   | Nigeria                                                               | 0 – 1                                                                 | Uganda                                                                | Amichevole                                                            | 1                                                                     | 89’                                                                   |
| 9-6-2015                                                              | Kampala                                                               | Uganda                                                                | 1 – 1                                                                 | Gambia                                                                | Amichevole                                                            | -                                                                     | 63’                                                                   |
| 13-6-2015                                                             | Kampala                                                               | Uganda                                                                | 2 – 0                                                                 | Botswana                                                              | Qual. Coppa d'Africa 2017                                             | -                                                                     |                                                                       |
| 5-9-2015                                                              | Moroni                                                                | Camerun                                                               | 0 – 1                                                                 | Uganda                                                                | Qual. Coppa d'Africa 2017                                             | -                                                                     | 75’                                                                   |
| 12-11-2015                                                            | Lomé                                                                  | Togo                                                                  | 0 – 1                                                                 | Uganda                                                                | Qual. Mondiali 2018                                                   | 1                                                                     |                                                                       |
| 15-11-2015                                                            | Kampala                                                               | Uganda                                                                | 3 – 0                                                                 | Togo                                                                  | Qual. Mondiali 2018                                                   | 2                                                                     |                                                                       |
| 26-3-2016                                                             | Ouagadougou                                                           | Burkina Faso                                                          | 1 – 0                                                                 | Uganda                                                                | Qual. Coppa d'Africa 2017                                             | -                                                                     | 81’                                                                   |
| 29-3-2016                                                             | Kampala                                                               | Uganda                                                                | 0 – 0                                                                 | Burkina Faso                                                          | Qual. Coppa d'Africa 2017                                             | -                                                                     | 72’                                                                   |
| 4-6-2016                                                              | Francistown                                                           | Botswana                                                              | 1 – 2                                                                 | Uganda                                                                | Qual. Coppa d'Africa 2017                                             | -                                                                     | 65’                                                                   |
| 4-9-2016                                                              | Kampala                                                               | Uganda                                                                | 1 – 0                                                                 | Comore                                                                | Qual. Coppa d'Africa 2017                                             | 1                                                                     |                                                                       |
| 7-10-2016                                                             | Tamale                                                                | Ghana                                                                 | 0 – 0                                                                 | Uganda                                                                | Qual. Mondiali 2018                                                   | -                                                                     |                                                                       |
| 12-11-2016                                                            | Kampala                                                               | Uganda                                                                | 1 – 0                                                                 | Rep. del Congo                                                        | Qual. Mondiali 2018                                                   | 1                                                                     |                                                                       |
| 4-1-2017                                                              | Tunisi                                                                | Tunisia                                                               | 2 – 0                                                                 | Uganda                                                                | Amichevole                                                            | -                                                                     | 45’                                                                   |
| 8-1-2017                                                              | Abu Dhabi                                                             | Slovacchia                                                            | 1 – 3                                                                 | Uganda                                                                | Amichevole                                                            | 1                                                                     | 62’                                                                   |
| 17-1-2017                                                             | Libreville                                                            | Ghana                                                                 | 1 – 0                                                                 | Uganda                                                                | Coppa d'Africa 2017                                                   | -                                                                     |                                                                       |
| 21-1-2017                                                             | Libreville                                                            | Egitto                                                                | 1 – 0                                                                 | Uganda                                                                | Coppa d'Africa 2017                                                   | -                                                                     | 81’                                                                   |
| 25-1-2017                                                             | Oyem                                                                  | Uganda                                                                | 1 – 1                                                                 | Mali                                                                  | Coppa d'Africa 2017                                                   | 1                                                                     |                                                                       |
| 5-6-2017                                                              | Dakar                                                                 | Senegal                                                               | 0 – 0                                                                 | Uganda                                                                | Amichevole                                                            | -                                                                     |                                                                       |
| 11-6-2017                                                             | Praia                                                                 | Capo Verde                                                            | 0 – 1                                                                 | Uganda                                                                | Qual. Coppa d'Africa 2019                                             | -                                                                     |                                                                       |
| 31-8-2017                                                             | Kampala                                                               | Uganda                                                                | 1 – 0                                                                 | Egitto                                                                | Qual. Mondiali 2018                                                   | -                                                                     | 75’                                                                   |
| 5-9-2017                                                              | Alessandria d'Egitto                                                  | Egitto                                                                | 1 – 0                                                                 | Uganda                                                                | Qual. Mondiali 2018                                                   | -                                                                     |                                                                       |
| 7-10-2017                                                             | Kampala                                                               | Uganda                                                                | 0 – 0                                                                 | Ghana                                                                 | Qual. Mondiali 2018                                                   | -                                                                     | 62’                                                                   |
| 30-5-2018                                                             | Niamey                                                                | Rep. Centrafricana                                                    | 1 – 0                                                                 | Uganda                                                                | Amichevole                                                            | -                                                                     | 33’ 54’                                                               |
| 2-6-2018                                                              | Niamey                                                                | Niger                                                                 | 2 – 1                                                                 | Uganda                                                                | Amichevole                                                            | 1                                                                     | 74’                                                                   |
| 8-9-2018                                                              | Kampala                                                               | Uganda                                                                | 0 – 0                                                                 | Tanzania                                                              | Qual. Coppa d'Africa 2019                                             | -                                                                     | 88’                                                                   |
| 13-10-2018                                                            | Kampala                                                               | Uganda                                                                | 3 – 0                                                                 | Lesotho                                                               | Qual. Coppa d'Africa 2019                                             | 1                                                                     |                                                                       |
| 16-10-2018                                                            | Maseru                                                                | Lesotho                                                               | 0 – 2                                                                 | Uganda                                                                | Qual. Coppa d'Africa 2019                                             | 2                                                                     | 31’ 77’                                                               |
| 17-11-2018                                                            | Kampala                                                               | Uganda                                                                | 1 – 0                                                                 | Capo Verde                                                            | Qual. Coppa d'Africa 2019                                             | -                                                                     | 90’                                                                   |
| 24-3-2019                                                             | Dar es Salaam                                                         | Tanzania                                                              | 3 – 0                                                                 | Uganda                                                                | Qual. Coppa d'Africa 2019                                             | -                                                                     |                                                                       |
| 22-6-2019                                                             | Il Cairo                                                              | RD del Congo                                                          | 0 – 2                                                                 | Uganda                                                                | Coppa d'Africa 2019 - Fase a gironi                                   | -                                                                     | 88’                                                                   |
| 26-6-2019                                                             | Il Cairo                                                              | Uganda                                                                | 1 – 1                                                                 | Zimbabwe                                                              | Coppa d'Africa 2019 - Fase a gironi                                   | -                                                                     | 89’                                                                   |
| 30-6-2019                                                             | Il Cairo                                                              | Uganda                                                                | 0 – 2                                                                 | Egitto                                                                | Coppa d'Africa 2019 - Fase a gironi                                   | -                                                                     |                                                                       |
| 5-7-2019                                                              | Il Cairo                                                              | Uganda                                                                | 0 – 1                                                                 | Senegal                                                               | Coppa d'Africa 2019 - Ottavi di finale                                | -                                                                     |                                                                       |
| 13-11-2019                                                            | Ouagadougou                                                           | Burkina Faso                                                          | 0 – 0                                                                 | Uganda                                                                | Qual. Coppa d'Africa 2021                                             | -                                                                     |                                                                       |
| 17-11-2019                                                            | Kampala                                                               | Uganda                                                                | 2 – 0                                                                 | Malawi                                                                | Qual. Coppa d'Africa 2021                                             | -                                                                     |                                                                       |
| 12-11-2020                                                            | Kitende                                                               | Uganda                                                                | 1 – 0                                                                 | Sudan del Sud                                                         | Qual. Coppa d'Africa 2021                                             | -                                                                     |                                                                       |
| 16-11-2020                                                            | Nairobi                                                               | Sudan del Sud                                                         | 1 – 0                                                                 | Uganda                                                                | Qual. Coppa d'Africa 2021                                             | -                                                                     |                                                                       |
| 24-3-2021                                                             | Kitende                                                               | Uganda                                                                | 0 – 0                                                                 | Burkina Faso                                                          | Qual. Coppa d'Africa 2021                                             | -                                                                     |                                                                       |
| 29-3-2021                                                             | Blantyre                                                              | Malawi                                                                | 1 – 0                                                                 | Uganda                                                                | Qual. Coppa d'Africa 2021                                             | -                                                                     | 56’                                                                   |
| 25-3-2022                                                             | Kampala                                                               | Uganda                                                                | 1 – 1                                                                 | Tagikistan                                                            | Amichevole                                                            | -                                                                     | 60’                                                                   |
| 29-3-2022                                                             | Namangan                                                              | Uganda                                                                | 2 – 4                                                                 | Uzbekistan                                                            | Amichevole                                                            | 1                                                                     |                                                                       |
| 4-6-2022                                                              | Algeri                                                                | Algeria                                                               | 2 – 1                                                                 | Uganda                                                                | Qual. Coppa d'Africa 2023                                             | -                                                                     | 55’                                                                   |
| 8-6-2022                                                              | Entebbe                                                               | Uganda                                                                | 1 – 1                                                                 | Irlanda del Nord                                                      | Qual. Coppa d'Africa 2023                                             | -                                                                     | 53’                                                                   |
| 24-3-2023                                                             | Ismailia                                                              | Uganda                                                                | 0 – 1                                                                 | Tanzania                                                              | Qual. Coppa d'Africa 2023                                             | -                                                                     | 45’                                                                   |
| 28-3-2023                                                             | Dar es Salaam                                                         | Tanzania                                                              | 0 – 1                                                                 | Uganda                                                                | Qual. Coppa d'Africa 2023                                             | -                                                                     | 89’                                                                   |
| 18-6-2023                                                             | Douala                                                                | Uganda                                                                | 1 – 2                                                                 | Algeria                                                               | Qual. Coppa d'Africa 2023                                             | -                                                                     | 67’                                                                   |
| 7-9-2023                                                              | Marrakech                                                             | Niger                                                                 | 0 – 2                                                                 | Uganda                                                                | Qual. Coppa d'Africa 2023                                             | -                                                                     | 43’ 59’                                                               |
| Totale                                                                |                                                                       | Presenze                                                              | 54                                                                    |                                                                       | Reti                                                                  | 14                                                                    |                                                                       |

## Palmarès

### Club

#### Competizioni nazionali
- Coppa del Belgio: 1

Standard Liegi: 2015-2016